# Вал ди Ница
Ва̀л ди Нѝца (на италиански: Val di Nizza, на местен диалект: Val Nisa, Вал Ниса) е община в Северна Италия, провинция Павия, регион Ломбардия. Административен център на общината е село Каза Понте (Casa Ponte), което е разположено на 412 m надморска височина. Населението на общината е 682 души (към 2010 г.).